# Łyżwiarstwo szybkie na Zimowych Igrzyskach Olimpijskich 1988
Zawody w łyżwiarstwie szybkim na Zimowych Igrzyskach Olimpijskich 1988 odbywały się w dniach 14 lutego – 28 lutego 1988 roku. Zarówno mężczyźni i kobiety walczyli w pięciu konkurencjach: na 500 m, 1000 m, 1500 m, 5000 m, 10 000 m dla mężczyzn oraz 500 m, 1000 m, 1500 m i 3000 m dla kobiet. Łącznie rozdanych zostało zatem dziesięć kompletów medali. Zawody odbywały się na torze lodowym Olympic Oval.

## Terminarz
| Data           | Miejscowość | Konkurencja       | Złoto                | Srebro                    | Brąz                      |
| -------------- | ----------- | ----------------- | -------------------- | ------------------------- | ------------------------- |
| 14 lutego 1988 | Calgary     | 500 m mężczyzn    | Uwe-Jens Mey         | Jan Ykema                 | Akira Kuroiwa             |
| 17 lutego 1988 | Calgary     | 5000 m mężczyzn   | Tomas Gustafson      | Leo Visser                | Gerard Kemkers            |
| 18 lutego 1988 | Calgary     | 1000 m mężczyzn   | Nikołaj Gulajew      | Uwe-Jens Mey              | Ihar Żalazouski           |
| 20 lutego 1988 | Calgary     | 1500 m mężczyzn   | André Hoffmann       | Eric Flaim                | Michael Hadschieff        |
| 21 lutego 1988 | Calgary     | 10 000 m mężczyzn | Tomas Gustafson      | Michael Hadschieff        | Leo Visser                |
| 22 lutego 1988 | Calgary     | 500 m kobiet      | Bonnie Blair         | Christa Rothenburger      | Karin Enke                |
| 23 lutego 1988 | Calgary     | 3000 m kobiet     | Yvonne van Gennip    | Andrea Ehrig-Mitscherlich | Gabi Schönbrunn           |
| 26 lutego 1988 | Calgary     | 1000 m kobiet     | Christa Rothenburger | Karin Enke                | Bonnie Blair              |
| 27 lutego 1988 | Calgary     | 1500 m kobiet     | Yvonne van Gennip    | Karin Enke                | Andrea Ehrig-Mitscherlich |
| 28 lutego 1988 | Calgary     | 5000 m kobiet     | Yvonne van Gennip    | Andrea Ehrig-Mitscherlich | Gabi Schönbrunn           |

## Mężczyźni

### 500 m
| Miejsce | Państwo           | Zawodnik           | Czas  | Strata |
| ------- | ----------------- | ------------------ | ----- | ------ |
|         | NRD               | Uwe-Jens Mey       | 36.45 | WR     |
|         | Holandia          | Jan Ykema          | 36.76 | +0.31  |
|         | Japonia           | Akira Kuroiwa      | 36.77 | +0.32  |
| 4.      | ZSRR              | Siergiej Fokiczew  | 36.82 | +0.37  |
| 5.      | Korea Południowa  | Bae Ki-tae         | 36.90 | +0.45  |
| 6.      | ZSRR              | Ihar Żalazouski    | 36.94 | +0.49  |
| 7.      | Kanada            | Guy Thibault       | 36.96 | +0.51  |
| 8.      | Stany Zjednoczone | Nick Thometz       | 37.16 | +0.71  |
| 9.      | Japonia           | Yasumitsu Kanehama | 37.25 | +0.80  |
| 10.     | Norwegia          | Frode Rønning      | 37.31 | +0.86  |
| . . .   |                   |                    |       |        |
| 25.     | Polska            | Jerzy Dominik      | 37.83 | +1.38  |

Data: 14 lutego 1988

### 1000 m
| Miejsce | Państwo           | Zawodnik           | Czas    | Strata |
| ------- | ----------------- | ------------------ | ------- | ------ |
|         | ZSRR              | Nikołaj Gulajew    | 1:13.03 | OR     |
|         | NRD               | Uwe-Jens Mey       | 1:13.11 | +0.08  |
|         | ZSRR              | Ihar Żalazouski    | 1:13.19 | +0.16  |
| 4.      | Stany Zjednoczone | Eric Flaim         | 1:13.53 | +0.50  |
| 5.      | Kanada            | Gaétan Boucher     | 1:13.77 | +0.74  |
| 6.      | Austria           | Michael Hadschieff | 1:13.84 | +0.81  |
| 7.      | Kanada            | Guy Thibault       | 1:14.16 | +1.13  |
| 8.      | NRD               | Peter Adeberg      | 1:14.19 | +1.16  |
| 9.      | Korea Południowa  | Bae Ki-tae         | 1:14.36 | +1.33  |
|         | Japonia           | Yasumitsu Kanehama | 1:14.36 | +1.33  |
| . . .   |                   |                    |         |        |
| 28.     | Polska            | Jerzy Dominik      | 1:16.16 | +3.13  |

Data: 18 lutego 1988

### 1500 m
| Miejsce | Państwo           | Zawodnik           | Czas    | Strata |
| ------- | ----------------- | ------------------ | ------- | ------ |
|         | NRD               | André Hoffmann     | 1:52.06 | WR     |
|         | Stany Zjednoczone | Eric Flaim         | 1:52.12 | +0.06  |
|         | Austria           | Michael Hadschieff | 1:52.31 | +0.25  |
| 4.      | ZSRR              | Ihar Żalazouski    | 1:52.63 | +0.57  |
| 5.      | Japonia           | Tōru Aoyanagi      | 1:52.85 | +0.79  |
| 6.      | ZSRR              | Aleksandr Klimow   | 1:52.97 | +0.91  |
| 7.      | ZSRR              | Nikołaj Gulajew    | 1:53.04 | +0.98  |
| 8.      | NRD               | Peter Adeberg      | 1:53.57 | +1.51  |
| 9.      | Kanada            | Gaétan Boucher     | 1:54.18 | +2.19  |
| 10.     | Kanada            | Jean Pichette      | 1:54.63 | +2.72  |
| . . .   |                   |                    |         |        |
| 36.     | Polska            | Jerzy Dominik      | 1:59.03 | +6.97  |

Data: 20 lutego 1988

### 5000 m
| Miejsce | Państwo           | Zawodnik           | Czas    | Strata |
| ------- | ----------------- | ------------------ | ------- | ------ |
|         | Szwecja           | Tomas Gustafson    | 6:44.63 | OR     |
|         | Holandia          | Leo Visser         | 6:44.98 | +0.35  |
|         | Holandia          | Gerard Kemkers     | 6:45.92 | +1.29  |
| 4.      | Stany Zjednoczone | Eric Flaim         | 6:47.09 | +2.46  |
| 5.      | Austria           | Michael Hadschieff | 6:48.72 | +4.09  |
| 6.      | Stany Zjednoczone | Dave Silk          | 6:49.95 | +5.32  |
| 7.      | Norwegia          | Geir Karlstad      | 6:50.88 | +6.25  |
| 8.      | NRD               | Roland Freier      | 6:51.41 | +6.78  |
| 9.      | Stany Zjednoczone | Mark Greenwald     | 6:51.98 | +7.35  |
| 10.     | Australia         | Danny Kah          | 6:52.14 | +7.51  |

Data: 17 lutego 1988

### 10 000 m
| Miejsce | Państwo           | Zawodnik           | Czas     | Strata |
| ------- | ----------------- | ------------------ | -------- | ------ |
|         | Szwecja           | Tomas Gustafson    | 13:48.20 | OR     |
|         | Austria           | Michael Hadschieff | 13:56.11 | +7.91  |
|         | Holandia          | Leo Visser         | 14:00.55 | +12.35 |
| 4.      | Stany Zjednoczone | Eric Flaim         | 14:05.57 | +17.37 |
| 5.      | Holandia          | Gerard Kemkers     | 14:08.34 | +20.14 |
| 6.      | ZSRR              | Jurij Klujew       | 14:09.68 | +21.48 |
| 7.      | Włochy            | Roberto Sighel     | 14:13.60 | +25.40 |
| 8.      | NRD               | Roland Freier      | 14:19.16 | +30.96 |
| 9.      | ZSRR              | Siergiej Bieriezin | 14:20.48 | +32.28 |
| 10.     | Kanada            | Ben Lamarche       | 14:21.39 | +33.19 |

Data: 21 lutego 1988

## Kobiety

### 500 m
| Miejsce | Państwo           | Zawodniczka               | Czas  | Strata |
| ------- | ----------------- | ------------------------- | ----- | ------ |
|         | Stany Zjednoczone | Bonnie Blair              | 39.10 | WR     |
|         | NRD               | Christa Rothenburger      | 39.12 | +0.02  |
|         | NRD               | Karin Enke                | 39.24 | +0.14  |
| 4.      | NRD               | Angela Stahnke            | 39.68 | +0.58  |
| 5.      | Japonia           | Seiko Hashimoto           | 39.74 | +0.64  |
| 6.      | Kanada            | Shelley Rhead             | 40.36 | +1.26  |
| 7.      | RFN               | Monika Pflug              | 40.53 | +1.43  |
| 8.      | Japonia           | Shoko Furano              | 40.61 | +1.51  |
| 9.      | ZSRR              | Natalja Szywie            | 40.66 | +1.56  |
| 10.     | NRD               | Andrea Ehrig-Mitscherlich | 40.71 | +1.61  |
| . . .   |                   |                           |       |        |
| 18.     | Polska            | Zofia Tokarczyk           | 41.37 | +2.27  |
| 19.     | Polska            | Erwina Ryś-Ferens         | 41.38 | +2.28  |

Data: 22 lutego 1988

### 1000 m
| Miejsce | Państwo           | Zawodniczka               | Czas    | Strata |
| ------- | ----------------- | ------------------------- | ------- | ------ |
|         | NRD               | Christa Rothenburger      | 1:17.65 | WR     |
|         | NRD               | Karin Enke                | 1:17.70 | +0.05  |
|         | Stany Zjednoczone | Bonnie Blair              | 1:18.31 | +0.66  |
| 4.      | NRD               | Andrea Ehrig-Mitscherlich | 1:19.32 | +1.67  |
| 5.      | Japonia           | Seiko Hashimoto           | 1:19.75 | +2.10  |
| 6.      | NRD               | Angela Stahnke            | 1:20.05 | +2.40  |
| 7.      | Stany Zjednoczone | Leslie Bader              | 1:21.09 | +3.44  |
| 8.      | Stany Zjednoczone | Katie Class               | 1:21.10 | +3.45  |
| 9.      | Kanada            | Natalie Grenier           | 1:21.15 | +3.50  |
| 10.     | Polska            | Erwina Ryś-Ferens         | 1:21.44 | 3.79   |
| . . .   |                   |                           |         |        |
| 13.     | Polska            | Zofia Tokarczyk           | 1:21.80 | +4.15  |

Data: 26 lutego 1988

### 1500 m
| Miejsce | Państwo           | Zawodniczka               | Czas    | Strata |
| ------- | ----------------- | ------------------------- | ------- | ------ |
|         | Holandia          | Yvonne van Gennip         | 2:00.68 | OR     |
|         | NRD               | Karin Enke                | 2:00.82 | +0.14  |
|         | NRD               | Andrea Ehrig-Mitscherlich | 2:01.49 | +0.81  |
| 4.      | Stany Zjednoczone | Bonnie Blair              | 2:04.02 | +3.34  |
| 5.      | ZSRR              | Jelena Łapuga             | 2:04.24 | +3.56  |
| 6.      | Japonia           | Seiko Hashimoto           | 2:04.38 | +3.70  |
| 7.      | NRD               | Gunda Kleemann            | 2:04.68 | +4.00  |
|         | Polska            | Erwina Ryś-Ferens         | 2:04.68 | +4.00  |
| 9.      | Korea Północna    | Song Hwa-seon             | 2:05.25 | +4.57  |
| 10.     | Stany Zjednoczone | Leslie Bader              | 2:05.53 | +4.85  |
| . . .   |                   |                           |         |        |
| 17.     | Polska            | Zofia Tokarczyk           | 2:08.54 | +7.86  |

Data: 27 lutego 1988

### 3000 m
| Miejsce | Państwo  | Zawodniczka               | Czas    | Strata |
| ------- | -------- | ------------------------- | ------- | ------ |
|         | Holandia | Yvonne van Gennip         | 4:11.94 | WR     |
|         | NRD      | Andrea Ehrig-Mitscherlich | 4:12.09 | +0.15  |
|         | NRD      | Gabi Schönbrunn           | 4:16.92 | +4.98  |
| 4.      | NRD      | Karin Enke                | 4:18.80 | +6.86  |
| 5.      | Polska   | Erwina Ryś-Ferens         | 4:22.59 | +10.65 |
| 6.      | ZSRR     | Swietłana Bojko           | 4:22.90 | +10.96 |
| 7.      | Japonia  | Seiko Hashimoto           | 4:23.29 | +11.35 |
|         | ZSRR     | Jelena Łapuga             | 4:23.29 | +11.35 |
| 9.      | ZSRR     | Jelena Tumanowa           | 4:24.07 | +12.13 |
| 10.     | Szwecja  | Jasmin Krohn              | 4:25.06 | +13.12 |

Data: 23 lutego 1988

### 5000 m
| Miejsce | Państwo           | Zawodniczka               | Czas    | Strata |
| ------- | ----------------- | ------------------------- | ------- | ------ |
|         | Holandia          | Yvonne van Gennip         | 7:14.13 | WR     |
|         | NRD               | Andrea Ehrig-Mitscherlich | 7:17.12 | +2.99  |
|         | NRD               | Gabi Schönbrunn           | 7:21.61 | +7.48  |
| 4.      | ZSRR              | Swietłana Bojko           | 7:28.39 | +14.26 |
| 5.      | ZSRR              | Jelena Łapuga             | 7:28:65 | +14.52 |
| 6.      | Japonia           | Seiko Hashimoto           | 7:34.43 | +20.30 |
| 7.      | NRD               | Gunda Kleemann            | 7:34.59 | +20.46 |
| 8.      | Szwecja           | Jasmin Krohn              | 7:36.56 | +22.43 |
| 9.      | Korea Północna    | Han Chun-ok               | 7:36.81 | +22.68 |
| 10.     | Stany Zjednoczone | Jane Goldman              | 7:36.98 | +22.85 |
| . . .   |                   |                           |         |        |
| 21.     | Polska            | Erwina Ryś-Ferens         | 7:50.43 | +36.30 |

Data: 28 lutego 1988

## Tabela medalowa
| Lp. | Kraj              | złoto | srebro | brąz | razem |
| --- | ----------------- | ----- | ------ | ---- | ----- |
| 1.  | NRD               | 3     | 6      | 4    | 13    |
| 2.  | Holandia          | 3     | 2      | 2    | 7     |
| 3.  | Szwecja           | 2     | 0      | 0    | 2     |
| 4.  | Stany Zjednoczone | 1     | 1      | 1    | 3     |
| 5.  | ZSRR              | 1     | 0      | 1    | 2     |
| 6.  | Japonia           | 0     | 0      | 1    | 1     |